# Marco Biagi
Marco Biagi, född 24 november 1950 i Bologna, död 19 mars 2002 i Bologna, var en italiensk professor i arbetsrätt vid universitetet i Modena.
Biagi mördades utanför sin bostad i Bologna 2002. Dådet utfördes av medlemmar ur Röda brigaderna, och motivet uppgavs vara Biagis roll som ekonomisk rådgivare åt premiärministern Silvio Berlusconi.